# Comité de Asuntos Exteriores de la Cámara de Representantes de los Estados Unidos
El Committee on Foreign Affairs (Comité de Asuntos Exteriores), también conocida como House Foreign Affairs Committee, es un comité de la Cámara de Representantes de los Estados Unidos quien tiene jurisdicción sobre proyectos de ley e investigaciones relacionadas con los asuntos exteriores de los Estados Unidos. 
Hasta su muerte el 11 de frebredo de 2008, el representante Tom Lantos de California era el presidente del comité. Howard Bernman, también de California, fue elegido para reemplazarlo. 
De 1975 a 1978  Archivado el 3 de enero de 2013 en Wayback Machine. y de 1995 a 2007, fue renombrada a Committee on International Relations (Comité de Relaciones Internacionales). En enero de 2007 (y enero de 1979), volvió a su nombre original. Su jurisdicción es y fue la misma bajo ambos nombres.

## Miembros,112.º Congreso
| Mayoría | Minorías |
| --- | --- |
| - Ileana Ros-Lehtinen, Florida, Presidente - Chris Smith, Nueva Jersey - Dan Burton, Indiana - Elton Gallegly, California, Vice Presidente - Dana Rohrabacher, California - Donald Manzullo, Illinois - Ed Royce, California - Steve Chabot, Ohio - Ron Paul, Texas - Mike Pence, Indiana - Joe Wilson,Carolina del Sur - Connie Mack, Florida - Jeff Fortenberry, Nebraska - Michael McCaul, Texas - Ted Poe, Texas - Gus Bilirakis, Florida - Jean Schmidt, Ohio - Bill Johnson, Ohio - David Rivera, Florida - Mike Kelly, Pensilvania - Timothy Griffin, Arkansas - Tom Marino, Pensilvania - Jeff Duncan, Carolina del Sur - Ann Marie Buerkle, Nueva York - Renee Ellmers, Carolina del Norte | - Howard Berman, California, M. de Alto Rango - Gary Ackerman, Nueva York - Eni Faleomavaega, Samoa Americana - Donald M. Payne, Nueva Jersey - Brad Sherman, California - Eliot Engel, Nueva York - Gregory Meeks, Nueva York - Russ Carnahan, Misuri - Albio Sires, Nueva Jersey - Gerry Connolly, Virginia - Ted Deutch, Florida - Dennis Cardoza, California - Ben Chandler, Kentucky - Brian Higgins, Nueva York - Chris Murphy, Connecticut - Frederica Wilson, Florida - Karen Bass, California - William R. Keating, Massachusetts - David Cicilline, Rhode Island |

Fuente:
- Resoluciones de la elección de los miembros republicanos (H.Res. 6, http://hdl.loc.gov/loc.uscongress/legislation.112hres37 H.Res. 33])
- Resoluciones de la elección de los miembros demócrata (H.Res. 7, H.Res. 39)

## Subcomités
| Subcomité                               | Presidente              | Miembro de Alto Rango   |
| --------------------------------------- | ----------------------- | ----------------------- |
| Africa, Global Health, and Human Rights | Chris Smith (R-NJ)      | Donald Payne (D-NJ)     |
| Asia and the Pacific                    | Donald Manzullo (R-IL)  | Eni Faleomavaega (D-AS) |
| Europe and Eurasia                      | Dan Burton (R-IN)       | Gregory Meeks (D-NY)    |
| Middle East and South Asia              | Steve Chabot (R-OH)     | Gary Ackerman (D-NY)    |
| Terrorism, Nonproliferation, and Trade  | Ed Royce (R-CA)         | Brad Sherman (D-CA)     |
| Oversight and Investigations            | Dana Rohrabacher (R-CA) | Russ Carnahan (D-MO)    |
| Western Hemisphere                      | Connie Mack IV (R-FL)   | Eliot Engel (D-NY)      |